# Helstrom (serie de televisión)
Helstrom es una serie de televisión web estadounidense creada por Paul Zbyszewski para el servicio de streaming, Hulu. Basada en los personajes de Daimon y Satana Hellstrom de Marvel Comics. La serie es producida por Marvel Television y ABC Signature Studios, con Zbyszewski como showrunner.
Tom Austen y Sydney Lemmon protagonizan como Daimon y Ana Helstrom, respectivamente; los hijos de un poderoso asesino en serie, que cazan lo peor de la humanidad. Elizabeth Marvel, Robert Wisdom, June Carryl, Ariana Guerra y Alain Uy también protagonizan. Helstrom se anunció oficialmente con un pedido de serie en Hulu en mayo de 2019, planeada como la primera serie de la franquicia «Adventure into Fear» de Marvel Television, que existiría dentro de la continuidad del universo compartido, Universo cinematográfico de Marvel (MCU) pero que no se cruzaría con las películas de esa franquicia o las otras series de Marvel Television. Tras su estreno, Zbyszewski declaró que Helstrom no era parte del MCU, contando una historia independiente. El rodaje tuvo lugar en Vancouver desde octubre de 2019 hasta marzo de 2020. La supervisión de la serie se trasladó a Marvel Studios en diciembre de 2019, cuando Marvel Television se incorporó a esa empresa.
Helstrom se estrenó en Hulu, el 16 de octubre de 2020 y consta de 10 episodios. Recibió críticas en gran medida negativas, sintiendo que los personajes y la trama no eran interesantes, aunque los efectos visuales de la serie se consideraron impresionantes. Helstrom fue cancelada el 14 de diciembre de 2020.

## Premisa
Daimon y Ana Helstrom, hijos de un asesino en serie, cazan lo peor de la humanidad.

## Reparto y personajes

### Principal
- Tom Austen como Daimon Helstrom: Un profesor de ética que espera salvar de los demonios a sus seres queridos.[2] Nolan Hupp interpreta al joven Daimon.
- Sydney Lemmon como Ana Helstrom: La hermana de Daimon, que dirige una casa de subastas como tapadera mientras caza personas que lastiman a otros.[2]Erica Tremblay interpreta a la joven Ana.
- Elizabeth Marvel como Victoria Helstrom / Madre / Lily / Kthara: La madre de Daimon y Ana, que ha estado institucionalizada durante veinte años.[2]
- Robert Wisdom como Henry / Caretaker: Un guardián de lo oculto que lucha contra demonios.[2]
- Ariana Guerra como Gabriella Rosetti: Una agente del Vaticano que ayuda a Daimon y Hastings.[2]
- June Carryl como Louise Hastings: La jefa del hospital psiquiátrico donde está internada Victoria.[2]
- Alain Uy como Chris Yen: El socio comercial de la casa de subastas de Ana y hermano sustituto.[2]

### Recurrentes
- Daniel Cudmore como Keith Spivey / Basar: Un enfermero en el hospital psiquiátrico donde Victoria está internada.[3]
- Deborah Van Valkenburgh como Esther Smith: El líder del controlador de la organización secreta, Blood y Caretaker.
- David Meunier como Finn Miller: Un miembro de la organización secreta, Blood.[4]
- Trevor Roberts como Joshua Crow / Raum: Sacerdote que es víctima de la posesión demoníaca.
- Hamza Fouad como Derrick Jackson: Agente de policía y novio de Yen.

### Invitados
- Jesse James Baldwin como Archer Cavallo: Un niño que fingía posesión demoníaca para Daimon.
- Eric Gustafsson como Edward Tate: Un criminal y una de las víctimas de Ana.
- Sandy Robson como Alex Tilden: Un camionero poseído por Magoth.
- Shayn Walker como Ellis: Uno de los guardias de seguridad de Santa Teresa.
- Zachary S. Williams como Bryce: Uno de los buques de Magoth.
- Kyle Warren como Cameron Tate: Hermano de Edward y víctima de Yen.
- Hiro Kanagawa como Sean Okamoto: Sacerdote y conocido de Gabriella.
- Camille Sullivan como Zoe y Aubree Richards: Gemelas que fueron afectadas por el padre de Daimon y Ana.
- Fiona Dourif como Kthara: Una demonio que posee a Victoria.
- Samantha Sloyan como Jolene Spivey: Esposa de Keith.
- Magda Ochoa como Yessenia Flores: Una paciente del Hotel Blood.
- Tom Everett como Terrazi: El arzobispo al que responde Hastings.
- Eugene Lipinski como Loman: Un hombre poseído de Santa Teresa.
- Tarun Keram como Lee: El principal subordinado de Esther.
- Jen Landon como Katherine Reynolds: Paramédica que examina a Daimon.
- Mitch Pileggi como Marduk Helstrom: Asesino en serie y el padre de Daimon y Ana, que resulta ser un poderoso demonio.
- Grace Sunar como Lily / Kthara: Joven misteriosa que es en parte demonio.

## Episodios
| N.º | Título                    | Dirigido por       | Escrito por             | Fecha de emisión original |
| --- | ------------------------- | ------------------ | ----------------------- | ------------------------- |
| 1 | «Mother's Little Helpers» | Daina Reid         | Paul Zbyszewski         | 16 de octubre de 2020     |
| Daimon y Ana Helstrom son hermanos que viven en Portland y San Francisco, respectivamente. Daimon es un profesor universitario que ayuda al Centro de Salud Mental Santa Teresa con casos que utilizan sus habilidades basadas en demonios. Al mismo tiempo, Ana trabaja como anticuaria que rastrea y mata criminales con sus poderes psíquicos. Su madre, Victoria, se encuentra en Santa Teresa debido a su posesión demoníaca por un demonio llamado Madre. Su marido era un satanista asesino en serie. Louise Hastings obliga a Daimon a trabajar con Gabriella Rosetti, una agente del Vaticano, después de que un ordenanza llamado Keith Spivey desaparece después de una redada en una tumba demoníaca. Ana y su aliado, Caretaker, descubren un extraño esqueleto en la tumba, y Ana toma el cráneo para examinarlo. Gabriella, una escéptica, se enfrenta a Madre pero tiene que ser rescatada por Daimon y Hastings. Daimon encuentra un símbolo que su madre ha dibujado en la pared, y Ana encuentra el mismo símbolo en el cráneo. Los hermanos se reúnen en Santa Teresa. En otra parte, un Spivey poseído por demonios ataca a un camionero.                               |                           |                    |                         |                           |
| 2 | «Viaticum»                | Anders Engström    | Blair Butler            | 16 de octubre de 2020     |
| El camionero, Alex Tilden, es tomado por un demonio llamado Magoth y es salvado por un buen samaritano, solo para chocar su vehículo. Daimon y Ana tienen una reunión agridulce mientras discuten sobre qué hacer con Victoria. Daimon quiere salvarla mientras Ana la quiere muerta. Ana tiene una mala reunión con Victoria cuando intenta extraerle información y Daimon la regaña por ser descuidada. El compañero y cohorte de Ana, Chris Yen, se queda mirando el cráneo y queda fascinado por él. Después de decirle a Caretaker a dónde fue Ana, Yen hace que le muerda el brazo y luego mata al hermano de una de las víctimas de Ana. Ana va a hablar con Victoria a pesar de las advertencias de Hastings y se entera de que enviaron a Spivey, no para liberar al demonio de su tumba, sino para matarlo. Victoria le dice a Ana que ella era la favorita, presumiblemente de su padre. Daimon y Gabriella son llamados para lidiar con Magoth. Alex está muriendo lentamente, por lo que Daimon lo expulsa de su cuerpo para salvar su alma. Magoth advierte a Daimon sobre el demonio que Spivey desató, y Alex, en sus últimos momentos, hace las paces con su esposa e hijo. |                           |                    |                         |                           |
| 3 | «The One Who Got Away»    | Michael Offer      | Marcus Dalzine          | 16 de octubre de 2020     |
| Victoria se ha vuelto más lúcida y habla con Daimon y Ana juntos. Ana le revela a Daimon que su padre ha vuelto de entre los muertos para terminar lo que empezó. Los hermanos y Gabriella van a reunirse con Zoe Richards, una sobreviviente de los asesinatos de su padre. Sin embargo, Ana deduce que está mintiendo, ya que su padre no dejó a nadie con vida y que hay alguien más en la casa, pero los echan. Caretaker se reúne con Hastings y se ponen al día con su amistad. La madre envía a uno de los pacientes de Santa Teresa a buscar a Caretaker, pero él lo saca con facilidad. Más tarde se entera de que Hastings tiene cáncer de pulmón y que Gabriella está lista para reemplazarla. Daimon y Gabriella regresan a la casa y descubren que la mujer con la que hablaron es Aubree, la hermana gemela de Zoe. Zoe está horriblemente quemada y se esconde en el sótano. Ella prende fuego a la casa, pero todos escapan. Aubree lleva a Ana a una trampa como venganza por su participación en dañar a Zoe hace años. Spivey, poseído por el padre, devora a Aubree en sí mismo mientras Ana escapa con Daimon.                                                          |                           |                    |                         |                           |
| 4 | «Containment»             | Amanda Row         | Sheila Wilson           | 16 de octubre de 2020     |
| Daimon, Ana, Gabriella, Hastings y Caretaker se reúnen para discutir el regreso del padre de Daimon y Ana. Caretaker les informa que el cráneo se puede usar en su contra, por lo que Daimon y Ana se dirigen a San Francisco. Sin embargo, descubren que falta el cráneo y la víctima de Yen está muerta en la escena, con el propio Yen como culpable. Mientras limpian el desorden, Ana admite sus acciones de vigilante. Daimon la regaña, pero luego la ayuda a aceptar su dolor. Un padre Cuervo poseído ataca a Gabriella, pero Caretaker la rescata y llevan su cuerpo al escondite de Blood donde mantienen a las víctimas poseídas en coma, horrorizando a Gabriella. Hastings habla con mamá, quien revela que su nombre es Kthara, que tiene "hijos" propios y que fue ella quien le dio a Hastings su cáncer. Gabriella discute con Hastings sobre sus métodos, pero se da cuenta de que no tienen otra opción. Daimon y Ana regresan a casa y son atacados por Magoth, pero lo expulsan de su actual anfitrión Bryce. Yen lleva el cráneo a un túnel oculto y poco a poco comienza a perder la cordura.                                                                        |                           |                    |                         |                           |
| 5 | «Committed»               | Jovanka Vuckovic   | Ian Sobel y Matt Morgan | 16 de octubre de 2020     |
| En un flashback, Daimon llama a los servicios de protección infantil mientras una delirante Victoria espera el regreso de Ana y está comprometida. Bryce se acerca a Daimon con lo que le sucedió recientemente, y consigue que Gabriella venga y consulte con él sobre su experiencia. Victoria se encuentra cavando en el suelo y se pone en coma. Se dan cuenta de que Yen está cerca con el cráneo del Guardián, y Daimon, Ana y Caretaker se aventuran en los túneles de debajo. Encuentran a Yen, que ha perdido la cordura, pero los Helstrom luchan entre sí sobre qué hacer. Pronto lo alcanzan y lo noquean. Victoria está atrapada en una versión de pesadilla de su casa con el joven Daimon y Ana antes de que Kthara se revele y pida protección. Victoria se entera rápidamente de que Kthara se esconde del Guardián y deja que se la lleve, lo que le permite despertar. Daimon y Ana conversan con su madre, aunque ella no está segura de si Kthara se ha ido mientras Yen está comprometido. Gabriella lleva a Daimon al Hotel Blood para ver a los pacientes, pero descubre que todo el personal ha sido asesinado.                                                     |                           |                    |                         |                           |
| 6 | «Leviathan»               | Sanford Bookstaver | Amanda Segel            | 16 de octubre de 2020     |
| Un Spivey poseído hiere a su esposa Jolene. Caretaker falta cuando Daimon y Gabriella regresan, pero deben detenerse en una estación de servicio después de conseguir un piso. Son atacados por los pacientes del Hotel Blood y Daimon tiene que usar sus poderes demoníacos para derrotarlos. Mientras tanto, Ana atiende a un Yen que se recupera lentamente y que todavía anhela el cráneo. Ella además se reconecta con Victoria; dándose cuenta de que realmente la amaba y comprendía por qué no se había percatado de la traición de su padre. Spivey irrumpe en Santa Teresa y mata a uno de los guardias. Hastings descubre el cuerpo y cierra el hospital, pero están atrapados dentro con la luz apagada. Una de las víctimas poseídas de Spivey le roba el cráneo a Victoria, pero un Yen fugitivo lo mata y lo recupera; dándoselo voluntariamente a Ana después de que ella admite que extrañaba a su madre. Llegan Daimon y Gabriella, pero Spivey intenta escaparse con Victoria. Usan el cráneo para incinerar a Spivey. Kthara toma el control de Victoria y toma los restos de Spivey y Ana se da cuenta de que Spivey no estaba poseído por su padre.                    |                           |                    |                         |                           |
| 7 | «Scars»                   | Bill Roe           | Mark Leitner            | 16 de octubre de 2020     |
| Kthara se ocupa de los restos de Spivey, quien está poseído por Basar, y decide que necesitan un nuevo anfitrión para él. Daimon y Ana tienen otra discusión sobre eventos recientes que resulta en que Ana se lleve a Yen y regrese a San Francisco. Ana intenta volver a sus viejos hábitos de justiciera, pero Yen se lo impide, especialmente cuando su novio Derrick llega exigiendo saber por qué se accede a la base de datos policial en su lugar de trabajo. Ana le dice en privado que estaba paranoica y él la perdona. Ella se derrumba cuando casi lo agota, pero Yen la consuela. Caretaker ha sido secuestrado por los Blood que llaman a Daimon exigiendo un compromiso, ya que no confían en la familia Helstrom. Daimon duda cuando se entera de que él y Hastings decidieron separar a los hermanos, pero Gabriella lo alienta. Llegan al lugar de encuentro, pero los Blood lo atacan con la misma daga que marcó su pecho. Daimon enojado cede e incinera a algunos de los miembros mientras el resto huye. Gabriella se sorprende por la demostración demoníaca de Daimon.                                                                                             |                           |                    |                         |                           |
| 8 | «Underneath»              | Cherie Nowlan      | Maggie Bandur           | 16 de octubre de 2020     |
| Daimon y Gabriella toman la daga y advierten a Ana que ha venido a ayudar. Más tarde se lo dejan a Hastings y se dirigen a la antigua casa de Helstrom para recuperar la otra mitad de la daga. La casa está actualmente en el mercado y es explorada por Miembros de Blood, lo que obliga a Daimon y Gabriella a esperarlos. Daimon deja una trampa y parece estar a punto de matar a los miembros frente a la líder de Blood, Esther Smith. Resulta ser una advertencia y deja a los miembros ilesos y recupera la pieza de la daga. Ana convence a Hastings para que lo ayude a intentar destruir a Kthara con la daga. Encuentran su escondite y se produce una lucha con Ana finalmente eligiendo asfixiar a Victoria y luego revivirla; finalmente liberándola de Kthara. Daimon escucha la noticia de Ana y él y Gabriella se vuelven íntimos. Mientras Daimon se ducha, Gabriella es repentinamente poseída por el espíritu de Kthara; habiendo sido marcado por Spivey anteriormente. Ella ataca a Daimon y procede a que Basar se haga cargo de él. Luego, los dos tienen relaciones sexuales para procrear.                                                                       |                           |                    |                         |                           |
| 9 | «Vessels»                 | Kevin Tancharoen   | Ian Sobel y Matt Morgan | 16 de octubre de 2020     |
| Gabriella se despierta en una habitación sellada y se entera de que está embarazada. Kthara se comunica con ella y revela que está renaciendo dentro de ella a medida que su embarazo llega a término rápidamente, pero Gabriella logra escapar. Basar en el cuerpo de Daimon intenta matar a Victoria, pero Ana lo detiene y Hastings y Caretaker lo encierran en una celda. Se dan cuenta de que el órgano de Basar se colocó en la espalda de Daimon y que para quitarlo, necesitan usar la daga. Victoria habla con Basar y logra romperlo, pero Hastings se la lleva a casa. Gabriella llega, pero está gravemente herida por su escape. Yen comienza a experimentar las voces nuevamente, ve glifos formándose en su brazo y un globo ocular en su garganta e intenta contactar a Caretaker. Sin otra opción, Ana intenta usar la daga rota para quitar a Basar de Daimon, pero necesita la otra mitad que el cuidador iba a usar para el bebé de Gabriella. Cuando los secuaces de Kthara llegan para recuperar a Gabriella, un Daimon totalmente consciente intenta exorcizarse a sí mismo y se golpea salvajemente.                                                                 |                           |                    |                         |                           |
| 10 | «Hell Storm»              | Jim O'Hanlon       | Paul Zbyszewski         | 16 de octubre de 2020     |
| Los secuaces de Kthara apuñalan a Hastings por la espalda, enviándola al hospital, mientras que Gabriella escapa y entra en contacto con Blood. Basar toma a Daimon de nuevo y escapa. Él y los secuaces llevan a Gabriella pacíficamente a su escondite. Mientras Ana y Victoria se reconcilian, Yen se acerca a ellos y a Caretaker sobre su condición y se les informa que él es el nuevo Keeper. Yen de repente tiene el conocimiento de cómo arreglar la daga y Ana y Victoria juntan las piezas. Ana y Yen encuentran el escondite y se enfrentan a Basar, lo sacan de Daimon y lo incineran para siempre. Daimon usa la daga para matar a Raum y Magoth; liberando sus vasos. Gabrielle da a luz a una niña, pero se desilusiona y decide unirse a Blood. Daimon y Ana deciden criar a la bebé mientras ellos, Victoria, Caretaker y Hastings en recuperación celebran. Un mes después, Yen está observando a una adolescente Kthara cuando se les acerca un hombre identificado como "Papá". Él le recuerda a Kthara que su nombre es "Lily" y él se la lleva de Yen, mientras mata a inocentes, para horror de Yen.                                                                 |                           |                    |                         |                           |

## Producción

### Desarrollo
El 1 de mayo de 2019, Hulu encargó el desarrollo de Marvel's Helstrom como serie, basada en los personajes de Marvel Comics, Daimon y Satana Hellstrom ; sus nombres son Daimon y Ana Helstrom en la serie. Paul Zbyszewski quien anteriormente trabajó como productor ejecutivo en la serie de Marvel y ABC, Agents of S.H.I.E.L.D., fue establecido como showrunner y el productor ejecutivo junto con Jeph Loeb, el jefe de Marvel Television y Karim Zreik. Marvel Television y ABC Signature Studios estaban programados para coproducir, Helstrom junto a Lone Lemon Entertainment. Zbyszewski dijo que la serie agregaría "sustos" a la fórmula Marvel de "corazón, humor y acción", y que usaría la historia de los Helstrom para "analizar algunos de nuestros miedos más profundos", con Loeb diciendo que la serie se estaba moviendo hacia un nuevo y "escalofriante" rincón del Universo Marvel. La serie consta de 10 episodios.
En diciembre de 2019, Marvel Television se fusionó con Marvel Studios, y algunos ejecutivos de Marvel Television se mudaron a Marvel Studios para supervisar la finalización de la producción de Helstrom, incluyendo Zreik. En abril de 2020, Marvel rescindió el acuerdo general de Zbyszewski con ellos, en parte debido a la pandemia de COVID-19, pero Zbyszewski continuó el trabajo de posproducción de la serie. En julio, la serie ya no se titulaba oficialmente Marvel's Helstrom, y Disney cambió el título a simplemente Helstrom para distanciar la marca Marvel del contenido de terror de la serie, no queriendo que los espectadores "tropecen con el programa mientras buscan algo en el tono" de las películas del Universo cinematográfico de Marvel. El logo de Marvel tampoco aparece antes de cada episodio como fue el caso con otras series de Marvel Television, y Zbyszewski dijo que esto era "una forma de decirle a la audiencia que esto es algo diferente" de las otras series de Marvel. El 14 de diciembre de 2020, Hulu canceló la serie, convirtiéndola en la última serie de acción en vivo de Marvel producida a través de Marvel Television, luego de su absorción nuevamente en Marvel Studios.

### Casting
Marvel anunció el elenco de la serie al inicio de la producción en octubre de 2019: Tom Austen y Sydney Lemmon protagonizan a Daimon y Ana Helstrom, con Elizabeth Marvel como su madre Victoria, Robert Wisdom como Caretaker, June Carryl como la Dra. Louise Hastings, Ariana Guerra como Gabriella Rosetti y Alain Uy como Chris Yen. Daniel Cudmore y David Meunier fueron elegidos para los papeles recurrentes como la enfermera Keith Spivey y Finn Miller, respectivamente, en noviembre.

### Rodaje
La producción de la serie comenzó el 7 de octubre de 2019 en Vancouver, bajo el título provisional, Omens.  El rodaje finalizó el 14 de marzo de 2020.

### Música
Se reveló que Danny Bensi y Saunder Jurriaans serían los compositores de la serie en octubre de 2020.

### Relación con el Universo Cinematográfico de Marvel
Hulu y Marvel anunciaron Helstrom y una serie de Ghost Rider en mayo de 2019, refiriéndose a ellos como la piedra angular de "Spirits of Vengeance" (Espíritus de la Vengaza, en español) y con la intención de que estén interconectados de manera similar a las series Marvel de Netflix. Se reveló que las dos series existían dentro de la continuidad de la otras series de Marvel Television pero no se cruzarían con ellas o las películas del MCU. En agosto, Loeb reveló que las series basadas en miedo en Hulu se denominaban colectivamente como, «Adventure into Fear». Hulu ya no avanzaba con Ghost Rider para finales de septiembre, pero todavía estaban planeadas otras series de Adventure into Fear. El desarrollo de cualquier serie adicional se canceló en diciembre de 2019 cuando se cerró Marvel Television.
En la serie se hace referencia a Roxxon Corporation, una compañía de Marvel Comics que ha aparecido en todo el MCU. Josh Bell de Comic Book Resources agregó que fuera de las inclusiones de Roxxon, la serie "no tiene esencialmente ninguna conexión con las películas de Universo cinematográfico de Marvel" ni con las otras series de Marvel Television. Con respecto al lugar de la serie en relación con el MCU, Zbyszewski explicó que Helstrom está "aislada" en parte debido a que es un "programa de temática más oscura", agregó además que la serie "no estaba ligada al MCU" y era "nuestra cosa separada". Zbyszewski dijo que era "liberador" no ser parte del MCU o de su continuidad principal, en lugar de "tener sólo este pequeño bolsillo del universo" y dijo que «Easter eggs» en la serie insinuaban el cancelado universo, «Adventure into Fear».

## Marketing
Zbyszewski y el elenco de la serie participaron en un panel de la serie durante la convención virtual Comic-Con@Home en julio de 2020, donde se lanzó el primer avance de la serie. Se lanzó un avance oficial el 23 de septiembre. Ben Pearson de /Film dijo que la serie "se parece mucho a algo que se habría emitido en The CW alrededor de 2006. Lo cual, lamentablemente, significa que se ve un poco terrible". Aunque consideró que había buenos actores en Helstrom, añadió que el tráiler hacía que la serie pareciera "súper barata" y "sosa". Además, señaló que apenas había indicios de que fuera una serie de Marvel, y la comparó con la película The New Mutants, "restos de... épocas diferentes"–The New Mutants con la adquisición de 21st Century Fox por parte de Disney y Helstrom con la disolución de Marvel Television. Hulu lanzó los primeros 10 minutos de la serie en el panel en línea New York Comic Con celebrado a principios octubre.

## Estreno
Helstrom se estrenó en Hulu el 16 de octubre del 2020, como parte del bloque de programación "Huluween" de Hulu, que consta de 10 episodios. A nivel internacional, la serie se estrenóe en Disney+ bajo el centro de streaming dedicado Star como una serie original, el 23 de febrero de 2021.

## Recepción

### Respuesta crítica
El sitio web del agregador de reseñas, Rotten Tomatoes reportó un índice de aprobación del 27% basado en 26 reseñas, con una calificación promedio de 5/10. El consenso de los críticos del sitio web dice: "Los fuertes efectos visuales de Helstrom no pueden salvarlo del hecho de que sus personajes simplemente no son lo suficientemente interesantes como para superar su entorno familiar". Metacritic, que utiliza una ponderación promedio, se le asignó una puntuación de 40 sobre 100 basada en 9 críticas, lo que indica "críticas mixtas o promedio".
En su reseña, Bell de Comic Book Resources afirmó que Helstrom "parece haberse completado en gran medida por obligación contractual" y lo calificó como "un drama sobrenatural genérico y aburrido con algunos nombres que pueden sonar familiar para los fanáticos de los cómics". Bell señaló los problemas de ritmo que enfrentó la serie, comparándola con otras series de streaming de Marvel Television que también enfrentaron problemas similares, y sintió que la serie tenía una paleta de colores apagada. Además, Helstrom "no se parece mucho a una historia de superhéroes, y aparte de una palabrota ocasional y un poco de sangre, podría ser un drama sobrenatural de nivel medio de CW sobre personas fotogénicas que persiguen demonios estándar". Disfrutó de Lemmon como Ana Helstrom, ya que ella era "más carismática que Daimon" y "el personaje LGBTQ más destacado en cualquier serie de televisión de Marvel hasta la fecha", pero estaba decepcionado de que no se convirtiera en una versión completamente realizada de su contraparte de cómics. Debido a que la serie alguna vez estuvo destinada a ser parte de la planeada «Adventure into Fear», Bell concluyó que Helstrom está "en un punto medio poco inspirado, y parece probable que termine como nada más que una nota a pie de página en la historia del MCU". Charles Pulliam-Moore de io9 dijo: "En otro universo, el enfoque del programa en magias sombrías y feos dramas familiares podría convertirlo en uno de los más destacados de Marvel, pero aquí la serie apenas logra presentar un argumento sólido en defensa de su propia existencia." Añadió que era "revelador" que el nombre de Marvel apenas apareciera en el marketing de la serie y que el contenido de la serie hacía que pareciera que esto era así por diseño". Sadie Gennis en TV Guide, sin embargo, consideró que Helstrom era el "cóctel televisivo perfecto para este momento... con una mitología convincente y personajes moralmente complicados", recomendándolo como "un atracón de terror que se traga fácilmente".

### Reconocimientos
| Premio | Fecha de ceremonia          | Categoría                                | Receptor(es)     | Resultado | Ref(s) |
| ------ | --------------------------- | ---------------------------------------- | ---------------- | --------- | ------ |
| 2021   | Critics Choice Super Awards | Mejor actriz en una serie de superhéroes | Elizabeth Marvel | Nominada  | [ 33 ] |
| 2021   | Fangoria Chainsaw Awards    | Mejor Serie                              | Helstrom         | Nominada  | [ 34 ] |